# Orlando Henao Montoya
José Orlando Henao Montoya, né le 5 mai 1953 à Cartago et mort le 13 novembre 1998 à Bogota, est un narcotrafiquant et criminel colombien. Il est l’un des fondateurs du Cartel du Norte del Valle avec Iván Urdinola Grajales, en plus d’être responsable de nombreux crimes comme celui du chef du Cartel de Cali, Helmer Herrera-Buitrago. Henao est assassiné par le demi-frère de ce dernier, José Manuel Herrera.

## Trajectoire
José Orlando Henao Montoya naît en 1953 à Cartago, Valle del Cauca. Il commençe son activité délictueuse sous l’influence de Gerardo Martínez, connu sous l’alias « Drácula », un pionnier du trafic de cannabis à Santa Marta,. Henao Montoya était le frère d’Arcángel, Ancízar, Fernando et Lorena Henao Montoya. Avant de s’impliquer dans le narcotrafic, il travaille comme policier pendant quelques années.
Avec le temps, Henao Montoya développe sa propre organisation criminelle dans le Valle del Cauca, se distinguant par sa capacité à maintenir dans l’anonymat le Cartel del Norte del Valle, alors que l’attention publique se concentrait sur les cartels de Cali et Medellín. Pendant des années, il réussit à soudoyer les autorités, garantissant que son opération reste secrète .
Henao Montoya accumule tant de pouvoir que même les frères Rodríguez Orejuela et plusieurs chefs du narcotrafic à Medellín et Bogotá le considèrent comme une menace. Il est désigné comme responsable de plusieurs crimes de haut profil, parmi eux l’assassinat de José Santacruz Londoño, chef du Cartel de Cali, le 6 mars 1996. On lui attribue également l’attentat contre William Rodríguez, fils aîné du narcotrafiquant Miguel Rodriguez Orejuela le 25 mai 1996, et l’assassinat de son associé au sommet de l’organisation, Efraín Hernández, le 7 novembre de la même année à Bogotá. On pense que le meurtre d’Efraín Hernández fut un mouvement stratégique pour consolider son leadership au sein du cartel, bien qu’il existe d’autres versions suggérant qu’Efraín prévoyait de collaborer avec la DEA et qu’Henao Montoya l’aurait découvert.

## Prison et assassinat
Henao portait alors de rudes coups au Cartel de Cali ; son propre cartel devenait de plus en plus puissant à mesure que ce dernier déclinait. Le 29 septembre 1997, Henao se rendit aux autorités et fut incarcéré à la Prison de La Modelo de Bogotá, où, depuis la prison, il continua de diriger sa puissante organisation. Après que le chef de son appareil militaire, Wilber Varela, fut victime d’un attentat commandité par le capo Helmer Herrera-Buitrago, il s’opposa d’abord à ce que Varela se venge, mais en apprenant la collaboration entre Hélmer Herrera et Baruch Vega, un faux intermédiaire de la DEA, Henao s’entendit avec Wilber Varela pour que celui-ci organise l’assassinat de Pacho Herrera, ce qui fut réalisé le 5 novembre 1998. À ce moment-là, Herrera se trouvait incarcéré au centre pénitentiaire de Palmira dans le Valle del Cauca. Le Clan Herrera, en représailles, ordonna l’assassinat du chef suprême du Cartel del Norte del Valle, Orlando Henao Montoya. Henao sous-estima la capacité de son compagnon de prison, José Manuel Herrera Moncada alias El inválido, demi-frère de Pacho. Le 13 novembre, une semaine après la mort de Pacho Herrera, Henao Montoya fut assassiné par José Manuel à la Prison de La Modelo de Bogotá.

## Dans la culture populaire
- Dans la série El cartel de los sapos du Canal Caracol diffusée en 2008, il est interprété par l’acteur Fernando Solórzano.
- Dans la série El Cartel de los Sapos: el origen du Canal Caracol diffusée en 2021, il est interprété par Quique Mendoza.